# Emilio Mauri
Emilio Jacinto Mauri Ivern (La Guaira, 9 de marzo de 1855-Caracas el 18 de febrero de 1908) fue un pintor venezolano cuya formación académica la realizó en París, Francia, y el cual dedicó gran parte de su vida profesional a la enseñanza de la pintura en su tierra natal.

## Biografía
Emilio Mauri fue pintor y docente de artes plásticas en Venezuela. Fue hijo de Juan José Mauri y Dorotea Ivern, ambos españoles de origen francés. Hacia 1861 su familia se residencia en Nantes - Francia, y es allí donde realiza sus primeros estudios con los padres jesuitas, para continuar con la carrera de medicina en el hospital de Nantes, la cual abandona para dedicarse a la pintura.
De adulto se traslada a París y se inscribe en la Escuela Superior de Bellas Artes, siendo alumno de Jean-Léon Gérôme y posteriormente en la Academia Julián donde es alumno Jean-Paul Laurens. Además de recibió lecciones de pintura en el taller de Jacques Wagres. Durante su permanencia en París solía exponer en reconocido Salón de París, donde recibe una Mención de Honor, al participar por su obra Iris y en Marsella, también recibe un premio por su obra La carcajada. Por encargo del Ministerio de Instrucción Pública de Francia realizó la restauración de los frescos del palacio del marqués de Saint Paul.

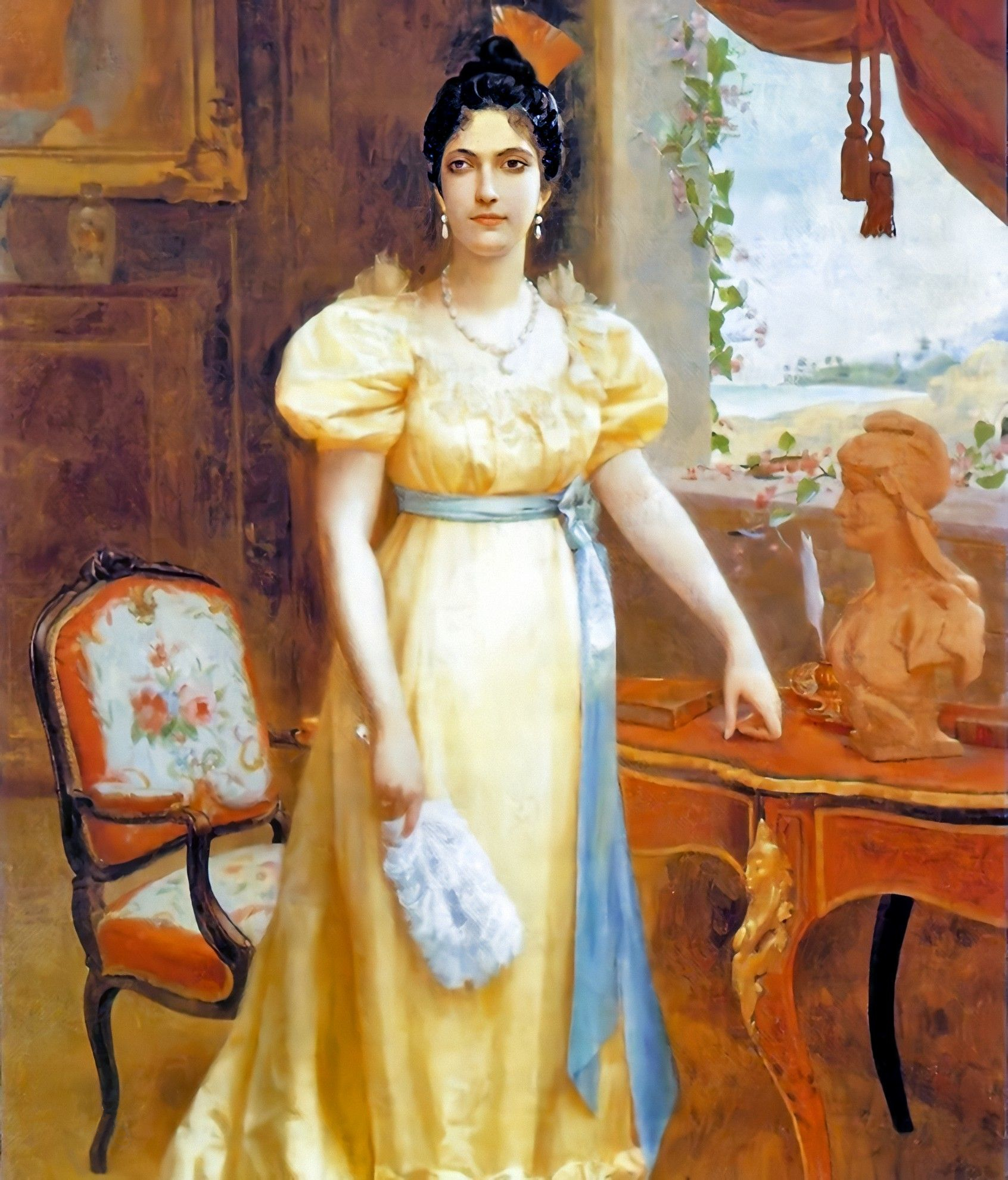
Retrato de Luisa Cáceres de Arismendi (1899) en el Salón Elíptico del Palacio Federal Legislativo.

En 1874, regresa a Venezuela y en 1883, participa con un conjunto de obras en la Exposición Nacional de Venezuela organizada para conmemorar el centenario del nacimiento de Simón Bolívar. En esta recibe Medalla de Bronce. En 1887, es nombrado director de la Academia Nacional de Bellas Artes de Caracas, cargo que desempeña hasta su muerte y le sucede Antonio Herrera Toro. 
De su obra pictórica destaca el retrato de Luisa Cáceres de Arismendi, el cual le fue encomendado en 1899 cuando se conmemoraba el centenario del natalicio de la heroína y el cual reposa en el Salón Elíptico del Palacio Federal Legislativo en Caracas. También pintó los retratos ecuestres de los Generales Francisco de Miranda y Joaquín Crespo.

## Mauri en la numismática venezolana
El retrato de heroína venezolana Luisa Cáceres de Arismendi realizado por Emilio Mauri está parcialmente reproducido en el anverso del billete de 20 Bolívares fuertes emitido originalmente el 20 de marzo de 2007, impreso por De La Rue Currency. Y con reemisiones de fechas 3 de septiembre de 2009 y 3 de febrero de 2011 y una variante de fecha de emisión 19 de diciembre de 2008.